# تورکهایم
تورکهایم (به آلمانی: Türkheim) یک شهر در آلمان است که در بایرن واقع شده‌است.

## خصوصیات
تورکهایم ۲۳٫۵۲ کیلومترمربع مساحت دارد ۵۹۸ متر بالاتر از سطح دریا واقع شده‌است.